# Friedrich von Schomberg

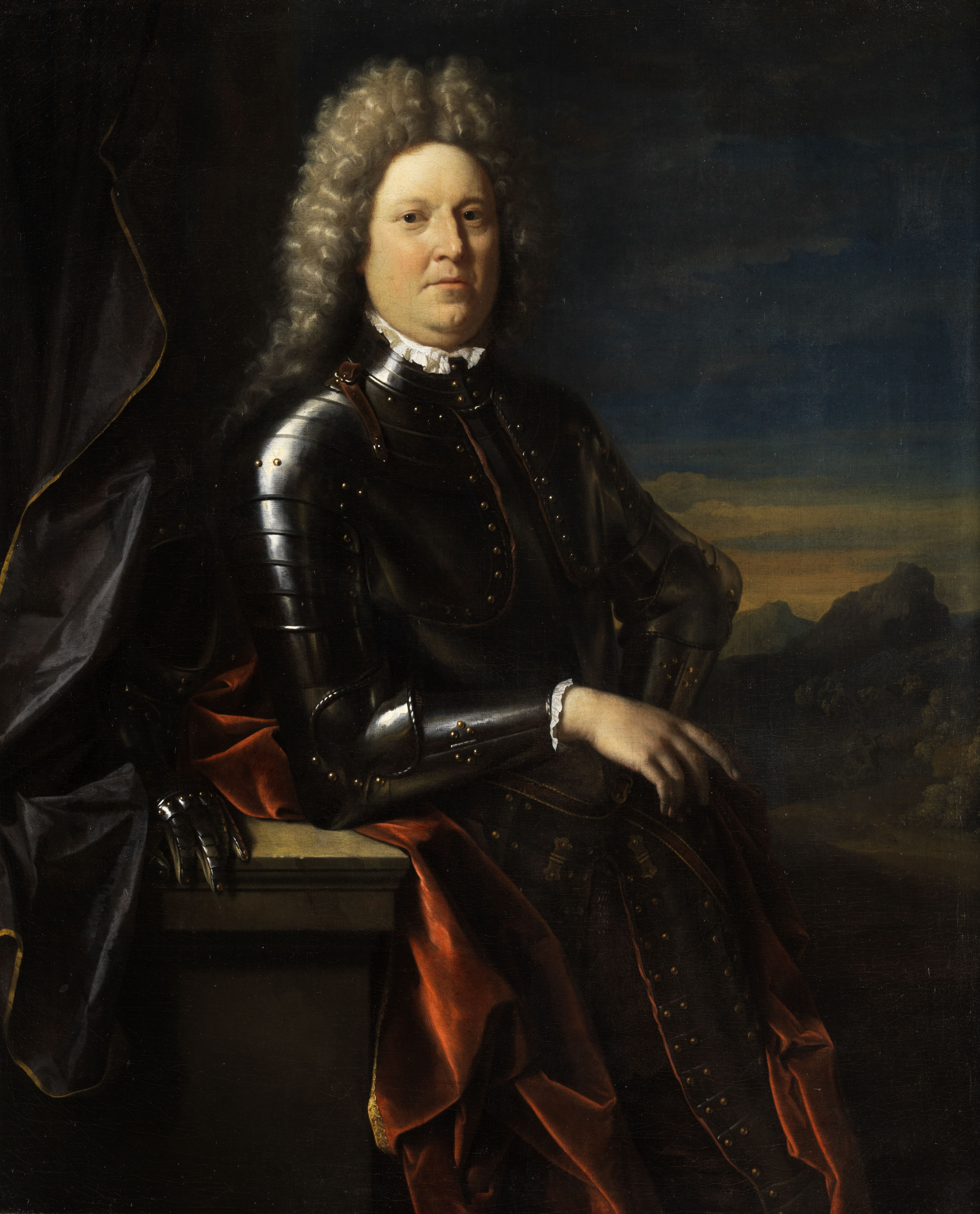
Friedrich von Schomberg.

Friedrich Hermann (Frédéric-Armand) von Schomberg, född den 6 december 1615 i Heidelberg, död den 1 juli 1690 i slaget vid Boyne, var en tyskfödd fransk hertig och fältherre. Han var son till Hans Meinhard von Schönberg och dotterson till Edward Sutton, 5:e baron Dudley.

## Biografi
von Schomberg, vars far var fältöverste i brandenburgsk och pfalzisk tjänst, gjorde sina lärospån i holländsk krigstjänst, under prinsarna av Oranien, tjänade en tid under Sveriges fanor och trädde omkring 1650 i fransk tjänst. År 1661 skickades han till Portugal emot spanjorerna, som infallit i landet, och vann stora framgångar med den påföljd, att Spanien 1668 måste erkänna huset Bragança. Efter en kortare verksamhet i engelsk tjänst deltog von Schomberg 1675 i fälttåget till Katalonien samt blev samma år, trots att han var protestant, fransk hertig och marskalk av Frankrike. Efter upphävandet av Nantesiska ediktet (1685) gick han först i portugisisk, sedan i brandenburgsk tjänst samt blev där general-en-chef, ståthållare i Preussen och statsråd. År 1688 skickades han med brandenburgska hjälptrupper till Vilhelm av Oranien och följde samma år denne på hans färd till Storbritannien, där han naturaliserades som engelsman och mottog engelsk hertigtitel. Han stupade i slaget vid Boyne. Hans ätt utslocknade 1719 med sonen Meinhard von Schomberg, 1:e hertig av Leinster. Till en annan i Frankrike naturaliserad tysk släkt med samma namn hörde marskalkarna Henri de Schomberg (1575–1632) och dennes son Charles de Schomberg (1601–1656).